# Asterometra
Genre
Asterometra est un genre de crinoïdes de la famille des Asterometridae.

## Liste des genres
Selon World Register of Marine Species (9 avril 2015) :
- Asterometra anthus AH Clark, 1907 -- Mer de Chine et Japon (64-210 m de profondeur)
- Asterometra cristata AH Clark, 1911 -- Mer de Chine et Japon (80-190 m de profondeur)
- Asterometra longicirra (Carpenter, 1888) -- Indonésie et Japon (70-250 m de profondeur)
- Asterometra macropoda (AH Clark, 1907) -- Mer de Chine et Japon (80-430 m de profondeur)
- Asterometra mirifica AH Clark, 1909 -- Australie et Mer de Chine (70-180 m de profondeur)